# Celtic Woman: Voices of Angels
Voices of Angels — Voces de Ángeles — es el decimoprimer álbum de estudio del destacado conjunto musical irlandés Celtic Woman, publicado el 18 de noviembre de 2016 en Norteamérica y el 7 de abril de 2017 en Europa por Manhattan Records y distribuido por Universal Music.

## Antecedentes
La vocalistas presentes en este nuevo álbum son Susan McFadden, Máiréad Carlin, Éabha McMahon y la violinista Tara McNeill. Este es el primer álbum que cuenta con la participación de la nueva violinista del grupo, Tara McNeill integrada en agosto de 2016, también participa la soprano Méav Ní Mhaolchatha como invitada especial, así también la edición de Reino Unido incluye a Máiréad Nesbitt, Chloë Agnew y Lisa Kelly.
La producción de este nuevo trabajo musical fue anunciada por Celtic Woman el 28 de julio de 2016 por medio de la cuenta oficial de Facebook del grupo y más adelante en su sitio web oficial. En la misma publicación adjuntaron una fotografía en la cual se aprecia a la Orquesta Nacional de Irlanda grabando, dirigida por el actual productor, director y arreglista de CW, Gavin Murphy.
El 25 de octubre publicaron extractos de todos los temas del álbum en su página web. Este álbum nuevamente cuenta con la participación especial de la soprano irlandesa Méav Ní Mhaolchatha tanto en algunos temas como en la producción general del álbum.

## Historial de lanzamientos
Al igual que otras producciones de Celtic Woman, Voices of Angels también ha destacado por ser publicado en distintas fechas en ciertas regiones del mundo. La siguiente es una tabla que muestra las fechas oficiales de publicación del álbum:
| País / Región  | Publicación             |
| -------------- | ----------------------- |
| Estados Unidos | 18 de noviembre de 2016 |
| Europa         | 7 de abril de 2017      |
| Japón          | 12 de abril de 2017     |
| Reino Unido    | 1 de septiembre de 2017 |
| Chile          | 11 de 2017              |
| Australia      | 12 de enero de 2018     |

## Detalles
El nombre del álbum fue filtrado a través del sitio web de un centro de eventos en donde estaba planificado un nuevo concierto del grupo dentro de lo que es la gira Voices of Angels Tour. Dentro del anuncio de lo que fue este concierto, se adjuntó una oferta especial para quienes adquirieron sus entradas prematuramente; la oferta por tiempo limitado ofreció una descarga digital gratuita de este nuevo álbum el día del lanzamiento.

## Anuncio oficial
El anuncio oficial se llevó a cabo el 26 de septiembre de 2016, día en que Celtic Woman reveló el nombre del álbum, su portada y su nuevo tour para 2017.

## Contenido
Voices of Angels contiene 20 temas en una edición especial para las tiendas Target (en CD), 18 temas en su edición estándar (en CD), 16 temas en la edición digital, 19 temas en la edición japonesa (en CD) y, en una edición japonesa especial también incluye un DVD con cuatro videos extraídos de su concierto «Destiny». Por último, la edición de Reino Unido (en CD) contiene 20 temas,  de los cuales la mayoría son extraídos de sus álbumes anteriores, sin embargo hay algunos temas nuevos de la edición original de Voices of Angels que no son incluidos en esta versión, como la melodía For the Love of a Princess. Respecto a la edición original (de Estados Unidos) de «Voices of Angels» solo 6 temas incluidos en ésta, son producciones inéditas mientras que las restantes son nuevas versiones de destacados temas de su repertorio a lo largo de sus 12 años de trayectoria.
Incluye temas ya conocidos como «Mo Ghile Mear», «Téir Abhaile Riú» y «Walk Beside Me».
El álbum destaca por contener, en menor medida, varias canciones navideñas como «Joy to the World», «Silent Night» y «Once In Royal David's City»; siendo esta última una nueva interpretación del conjunto.

## Promoción
El primer tema en ser publicado promocionalmente fue «Isle of Hope, Isle of Tears» interpretado por Éabha McMahon. El tema fue publicado el 26 de septiembre de 2016. Posteriormente, el 21 de octubre se publicó la esperada versión de «Time to Say Goodbye», interpretada por Máiréad Carlin, Susan McFadden, Éabha McMahon y Tara McNeill
Dos semanas después, el 4 de noviembre, se publicó la nueva versión de la canción navideña, «Joy to the World».

## Lista de temas

### Edición digital
| Voices of Angels (Digital Edition) |                                                |                                                        |          |  |
| N.º                                | Título                                         | Intérprete(s)                                          | Duración |  |
| 1.                                 | «My Heart Will Go On»                          | Carlin / McFadden / McNeill / McMahon                  | 4:21     |  |
| 2.                                 | «Isle of Hope, Isle of Tears»                  | Éabha McMahon                                          | 5:01     |  |
| 3.                                 | «As She Moved Through the Fair (2016 Version)» | Susan McFadden                                         | 3:55     |  |
| 4.                                 | «Mo Ghile Mear (My Gallant Star)»              | Carlin / McFadden / McNeill / McMahon                  | 3:36     |  |
| 5.                                 | «Ave Maria (2016 Version)»                     | Máiréad Carlin                                         | 2:56     |  |
| 6.                                 | «For the Love of a Princess»                   | Tara McNeill                                           | 3:49     |  |
| 7.                                 | «Time To Say Goodbye»                          | Carlin / McFadden / McNeill / McMahon                  | 4:01     |  |
| 8.                                 | «Dúlaman (2016 Version)»                       | Méav Ní Mhaolchatha                                    | 4:18     |  |
| 9.                                 | «Walk Beside Me (2016 Version)»                | Carlin / McFadden / McNeill / McMahon                  | 4:40     |  |
| 10.                                | «O, America! (2016 Version)»                   | Carlin / McFadden / McNeill / McMahon / Ní Mhaolchatha | 4:27     |  |
| 11.                                | «A Time for Us»                                | Carlin / McNeill                                       | 4:01     |  |
| 12.                                | «Across the World»                             | Tara McNeill                                           | 3:35     |  |
| 13.                                | «Téir Abhaile Riú (2016 Version)»              | Carlin / McFadden / McNeill / McMahon                  | 3:53     |  |
| 14.                                | «Joy to the World (2016 Version)»              | Carlin / McFadden / McNeill / McMahon                  | 3:29     |  |
| 15.                                | «Silent Night (2016 Version)»                  | Carlin / McFadden / McNeill / McMahon                  | 4:10     |  |
| 16.                                | «Once In Royal David's City»                   | Carlin / McFadden / McNeill / McMahon                  | 4:08     |  |
| 64:50                              |                                                |                                                        |          |  |

### Edición CD
| Voices of Angels (Standar Edition) |                                   |                                       |          |  |
| N.º                                | Título                            | Intérprete(s)                         | Duración |  |
| 14.                                | «Amazing Grace (2016 Version)»    | Carlin / McFadden / McMahon           | 4:34     |  |
| 15.                                | «You Raise Me Up (2016 Version)»  | Carlin / McFadden / McMahon / McNeill | 4:10     |  |
| 16.                                | «Joy to the World (2016 Version)» | Carlin / McFadden / McMahon / McNeill | 3:29     |  |
| 17.                                | «Silent Night (2016 Version)»     | Carlin / McFadden / McMahon / McNeill | 4:10     |  |
| 18.                                | «Once In Royal David's City»      | Carlin / McFadden / McMahon / McNeill | 4:08     |  |
| 73:34                              |                                   |                                       |          |  |

### Edición exclusiva de Target (CD)
| Voices of Angels (US Target Edition) |                                   |                                       |          |  |
| N.º                                  | Título                            | Intérprete(s)                         | Duración |  |
| 14.                                  | «Amazing Grace (2016 Version)»    | Carlin / McFadden / McMahon           | 4:34     |  |
| 15.                                  | «You Raise Me Up (2016 Version)»  | Carlin / McFadden / McMahon / McNeill | 4:10     |  |
| 16.                                  | «Níl Sé’n Lá (2016 Version)»      | Carlin / McFadden / McMahon / McNeill | 3:35     |  |
| 17.                                  | «Danny Boy (2016 Version)»        | Carlin / McFadden / McMahon / McNeill | 3:16     |  |
| 18.                                  | «Joy to the World (2016 Version)» | Carlin / McFadden / McMahon / McNeill | 3:29     |  |
| 19.                                  | «Silent Night (2016 Version)»     | Carlin / McFadden / McMahon / McNeill | 4:10     |  |
| 20.                                  | «Once In Royal David's City»      | Carlin / McFadden / McMahon / McNeill | 4:08     |  |
| 80:25                                |                                   |                                       |          |  |

### Edición Australiana
| Voices of Angels (Australian Edition) |                                       |                                       |          |  |
| N.º                                   | Título                                | Intérprete(s)                         | Duración |  |
| 14.                                   | «Níl Sé'n La (2016 Version)»          | Carlin / McFadden / McMahon / McNeill | 3:35     |  |
| 15.                                   | «Danny Boy (2017 Shot Intro Version)» | Carlin / McFadden / McMahon / McNeill | 4:29     |  |
| 68:52                                 |                                       |                                       |          |  |

### Edición Japonesa
| Voices of Angels (Japanese Edition) |                            |                                       |          |  |
| N.º                                 | Título                     | Intérprete(s)                         | Duración |  |
| 19.                                 | «Danny Boy (2016 Version)» | Carlin / McFadden / McNeill / McMahon | 3:16     |  |
| 76:50                               |                            |                                       |          |  |

#### DVD en edición especial japonesa
- Una edición en CD y DVD, especial para Japón, fue lanzada junto con la edición estándar el 12 de abril de 2017. La edición especial incluye un DVD con cuatro canciones en vivo extraídas del concierto «Destiny — Live In Concert», de 2016. El tema Westering Home, incluido en el DVD, incluye, además de Carlin, McMahon y McFadddn, a Máiréad Nesbitt, Méav Ní Mhaolchatha y a Rebecca Winckworth, quien fue una invitada especial en el concierto.

| Voices of Angels (Japanese CD+DVD Edition) |                                 |                                                                     |          |  |
| N.º                                        | Título                          | Intérprete(s)                                                       | Duración |  |
| 1.                                         | «Destiny (Intro) / When You Go» | Carlin / McFadden / McMahon / Nesbitt                               |          |  |
| 2.                                         | «You Raise Me Up»               | Carlin / McFadden / McMahon / Nesbitt                               |          |  |
| 3.                                         | «Amazing Grace»                 | Carlin / McFadden / McMahon                                         |          |  |
| 4.                                         | «Westering Home»                | Carlin / McFadden / McMahon / Nesbitt / Ní Mhaolchatha / Winckworth |          |  |
| 18:32                                      |                                 |                                                                     |          |  |

### Edición Especial Chile
| Voices of Angels (Edición Especial) |                                                       |                                                   |          |  |
| N.º                                 | Título                                                | Intérprete(s)                                     | Duración |  |
| 14.                                 | «Danny Boy» (2017 Short Version)                      | McFadden / Carlin / McMahon / McNeill             | 3:27     |  |
| 15.                                 | «Orinoco Flow» (versión de The Greatest Journey)      | Fallon / Kelly / Ní Mhaolchatha                   | 3:30     |  |
| 16.                                 | «You Raise Me Up» (2016 Version)                      | Carlin / McFadden / McMahon / McNeill             | 4:04     |  |
| 17.                                 | «Joy to the World» (2016 Version)                     | Carlin / McFadden / McMahon / McNeill             | 3:28     |  |
| 18.                                 | «Silent Night» (2016 Version)                         | Carlin / McFadden / McMahon / McNeill             | 4:08     |  |
| 19.                                 | «Christmas Pipes» (del álbum A Christmas Celebration) | Agnew / Fallon / Kelly / Nesbitt / Ní Mhaolchatha | 3:50     |  |
| 20.                                 | «Once In Royal David's City»                          | Carlin / McFadden / McMahon / McNeill             | 4:08     |  |
| 79:41                               |                                                       |                                                   |          |  |

### Edición de Reino Unido
- Por ser una edición de la cual no se sabe mucha información hasta el momento, aún se desconoce cuáles serán las versiones de Orinoco Flow y Bridge over Troubled Water, ya que la primera fue incluida en dos versiones diferentes en los álbumes «Celtic Woman» y «The Greatest Journey», mientras que la segunda fue incluida en dos versiones diferentes en los álbumes «Believe» y «Emerald - Musical Gems».

| Voices of Angels (UK Edition) |                                                                  |                                       |          |  |
| N.º                           | Título                                                           | Intérprete(s)                         | Duración |  |
| 1.                            | «My Heart Will Go On»                                            | Carlin / McFadden / McNeill / McMahon | 4:21     |  |
| 2.                            | «Isle of Hope, Isle of Tears»                                    | Éabha McMahon                         | 5:01     |  |
| 3.                            | «Mo Ghile Mear (My Gallant Star) (2016 Version)»                 | Carlin / McFadden / McNeill / McMahon | 3:36     |  |
| 4.                            | «Ave Maria (2016 Version)»                                       | Máiréad Carlin                        | 2:56     |  |
| 5.                            | «Time To Say Goodbye»                                            | Carlin / McFadden / McNeill / McMahon | 4:01     |  |
| 6.                            | «Dúlaman (2016 Version)»                                         | Méav Ní Mhaolchatha                   | 4:18     |  |
| 7.                            | «Walk Beside Me (2016 Version)»                                  | Carlin / McFadden / McNeill / McMahon | 4:40     |  |
| 8.                            | «Danny Boy (2017 Short Intro)»                                   | Carlin / McFadden / McNeill / McMahon | 3:29     |  |
| 9.                            | «Across the World»                                               | Tara McNeill                          | 3:35     |  |
| 10.                           | «Amazing Grace (2016 Version)»                                   | Carlin / McFadden / McNeill / McMahon | 4:34     |  |
| 11.                           | «You Raise Me Up»                                                | Carlin / McFadden / McNeill / McMahon | 4:10     |  |
| 12.                           | «I See Fire»                                                     | Máiréad Carlin                        | 5:07     |  |
| 13.                           | «Caledonia»                                                      | Susan McFadden                        | 5:00     |  |
| 14.                           | «May It Be»                                                      | Lisa Kelly                            | 3:47     |  |
| 15.                           | «The Ashoken Farewell / The Contradiction (Live from The Helix)» | Máiréad Nesbitt                       | 4:10     |  |
| 16.                           | «Orinoco Flow»                                                   | Fallon / Kelly / Ní Mhaolchatha       | 3:33     |  |
| 17.                           | «Bridge over Troubled Water»                                     | Agnew / Lambe / Kelly                 | 4:05     |  |
| 18.                           | «Vivaldi’s Rain»                                                 | Chloë Agnew                           | 2:14     |  |
| 19.                           | «Fields of Gold»                                                 | Lisa Kelly                            | 3:52     |  |
| 20.                           | «The Voice»                                                      | McFadden / Nesbitt                    | 3:07     |  |
| 71:58*                        |                                                                  |                                       |          |  |

## Personal
Información extraída del libreto del disco.

### Celtic Voices Choir
| - Paul McGough (Coordinador) - Bláthnaid Conroy-Murphy - Mary O’Sullivan - Niamh McCormack - Rachel Talbot - Suzanne Savage - Aisling Kenny | - Dominica Williams - Christina Whyte - Helen Thomas - Áine Mulvey - Cora Newman - Alan Leech - Shane Barriscale - John McKeown | - Dermot Kiernan - Morgan Crowley - Simon MacHale - Eoghan Desmond - Eunan McDonald - Robert McAllister - George Rice |

### The Orchestra of Ireland y Celtic Woman Band
| - Joe Csibi – Conductor y contratista de Orquesta - Riona O Dunnin – flauta - Vourneen Ryan – flauta - Suzie Thorn – oboe - David Agnew – oboe - Conor Sheil – clarinete - John Forde – clarinete - Ates Kirkan – fagot - Ian Forbes – fagot - Cormac Ó Haodáin – trompa - Declan McCarthy – trompa - Fearghal Ó Ceallacháin – trompa - Cuan O'Sheridon – trompa - Dave Collins – trompeta - Pamela Snell – trompeta - Niall O'Sullivan – trompeta / trompeta piccolo - Karl Ronan – trombón - Mick Marshall – trombón - Chris Neary – trombón bajo - Ken Rice – violín 1 (líder) - Brona Cahill – violín 1 - Katie O'Connor – violín 1 - Deirdre Reddy – violín 1 - Anne Marie Russell – violín 1 - Cliondha Ryan – violín 1 - Lidia J-Clarke – violín 1 - Sylvia Roberts – violín 1 - Siun Milne – violín 1 - Justyna Dabek – violín 1 - Denise Doyle – violín 1 | - Rachel Grimes – violín 1 - Margaret Burns – violín 1 - Hugh Murray – violín 1 - Paul O'Hanlon – violín 2 - Nicola Cleary – violín 2 - Aoife Dowdall – violín 2 - Siubhan Ni Ghriosa – violín 2 - Carol Quigley – violín 2 - Rachel Du – violín 2 - Matthew Wylie – violín 2 - Lucy Perkins – violín 2 - Niamh McGowan – violín 2 - Siofra Grant – violín 2 - Marian Power – violín 2 - Chris Quaid – violín 2 - Robert Mahon – violín 2 - Lisanne M – viola - Aine O'Neill – viola - Richard Hadwin – viola - Lisa Dowdall – viola - Craig Pecherek – viola - Carla Vedres – viola - Karen Derv – viola - Margaret Lynch – viola - Niamh Roach – viola - David Kenny – viola - Fergal Durnin – viola - Anthony Mullholand – viola - Martin Johnson – violonchelo - Yue Tang – violonchelo - Polly Ballard – violonchelo - Gerald Peregrine – violonchelo - Una Ni Cannaig – violonchelo | - Delia Lynch – violonchelo - Siobhan Lynch – violonchelo - Michelle Mason – violonchelo - Seamus Doyle – contrabajo - Liam Wylie – contrabajo - Helen Morgan – contrabajo - Gareth Hopkins – contrabajo - Jenny Gaffney – contrabajo - Sarah Halpin – contrabajo - Paul Stephens – contrabajo - Geraldine O'Doherty – arpa - John O'Brien – Uilleann pipes / silbatos - Gavin Murphy – piano / celesta - Bill Shanley – guitarra acústica - Jimmy Smyth – guitarra acústica - Noel Eccles – percusión - James Dunne – percusión - Oliver Taylor – timbal de concierto - Aimee Farrell-Courtney – bodhrán - David McCune – grabación y edición adicional - Tim Martin – grabación de orquesta - Mark Thomas Dwyer – grabación de orquesta - Ciaran Byrne – grabación de orquesta - Tim Martin – grabación de coro - Rachel Conlan – grabación de coro - Andy Walter – masterización |

### Tour / Promoción / Producción
- Méav Ní Mhaolchatha – Directora Vocal
- John Giddings – Agente de Tour
- Louisa Teather – Agente de Tour
- Solo – Agente de Tour
- Jonathan Mochwald – Promotor Tour Norteamérica
- Madstone – Promotor Tour Norteamérica
- Synan O'Mahony – Diseñador de Vestuario
- Rhona Kelly – Directora de Estilo
- Caroline Nesbitt – Diseño Gráfico

## Observaciones
- El primer tema en ser publicado no oficialmente fue «Isle of Hope, Isle of Tears», interpretado por Éabha McMahon.[10] Este tema fue publicado anteriormente en el álbum Celtic Woman: Songs From The Heart de 2010 en donde fue interpretada en cuarteto por las exintegrantes Chloë Agnew, Alex Sharpe, Lisa Kelly y Lynn Hilary.

- El 9 de diciembre de 2016 se lanzó un álbum EP promocional llamado «Christmas Angels», el cual reúne los tres temas navideños de esta producción.

## Diseño gráfico
La portada del álbum presenta a las integrantes de Celtic Woman en la zona inferior, por detrás se aprecia la ilustración de las alas de un ángel, y atrás de éstas se aprecia a la reconocida modelo de todas las portadas de los álbumes del grupo. Se ha identificado un error en la escritura «Celtic Woman» en la portada, en la cual el punto de la letra i está ligeramente corrido hacia la letra t. Así también la letra W ha sido ligeramente modificada.

## 1 Mic 1 Take
Durante la estancia de Celtic Woman en Los Ángeles, California, en medio de lo que fue su aparición en los premios Premios Grammy 2017, fueron invitadas a participar en la serie de videos musicales 1 Mic 1 Take de Capitol Records. Hasta el momento han publicado dos videos grabados en el estudio A de la compañía discográfica; «Danny Boy» y «My Heart Will Go On». La primera producción fue estrenada el 16 de marzo de 2017 en conmemoración del Día de San Patricio el día siguiente, mientras que el tema ícono de la película Titanic fue publicado el 30 de marzo siguiente, como tributo al 20° aniversario de la producción cinematográfica de James Cameron y de la banda sonora por James Horner. El 23 de junio lanzan un nuevo single dentro de esta serie; «Water Under the Bridge», famosa composición de la cantante británica Adele extraída de su tercer álbum de estudio 25. Esta nueva performance de Celtic Woman también está disponoble en video al igual que los otros dos temas.

## Homecoming - Live from Ireland
A mediados de julio de 2017 se anunció la grabación de un nuevo concierto correspondiente a la gira y con la temática de este nuevo álbum. El nuevo espectáculo se llevó a cabo el 2 de septiembre en el anfiteatro 3Arena. Días después del anuncio del concierto se dio a conocer una competencia para elegir a una cantante invitada al espectáculo, quien actuaría con Celtic Woman en ciertos números musicales. La última semana de agosto se dio a conocer a la ganadora de la competencia elegida por el público: Annabel Sweeney de 16 años. Junto a ella, con el transcurso de un par de semanas también se anunció a otras cantantes invitadas para actuar con Celtic Woman en los conciertos restantes de su gira musical por el Reino Unido. El concierto en el 3Arena  será lanzado en DVD y como el primer álbum en vivo (en formato CD) de CW el 26 de enero de 2018 bajo el título Homecoming - Live from Ireland.